# 1870
| 1870                                                  |
| ----------------------------------------------------- |
| Dødsfald - Fødsler                                    |
| • Begivenheder • Litteratur • Musik • Politik • Sport |

| Gregoriansk kalender | 1870 MDCCCLXX           |
| Ab urbe condita      | 2623                    |
| Armensk kalender     | 1319 ԹՎ ՌՅԺԹ            |
| Kinesiske kalender   | 4566 – 4567 己巳 – 庚午 |
| Etiopisk kalender    | 1862 – 1863             |
| Jødisk kalender      | 5630 – 5631             |
| Hindukalendere       |                         |
| - Vikram Samvat      | 1925 – 1926             |
| - Shaka Samvat       | 1792 – 1793             |
| - Kali Yuga          | 4971 – 4972             |
| Iransk kalender      | 1248 – 1249             |
| Islamisk kalender    | 1287 – 1288             |

Konge i Danmark: Christian 9. 1863-1906
Se også 1870 (tal)

## Begivenheder

### Februar
- 1. februar – Folketælling i Kongeriget Danmark samt på Grønland og Færøerne

### Juli
- 19. juli – Udbruddet af Fransk-tyske krig, varer til 1871

### August
- 4. august - Britisk Røde Kors bliver stiftet

### September
- 1. september – Preussen vinder en afgørende sejr over Frankrig i Den fransk-preussiske krig ved Sedan
- 2. september - ved Slaget ved Sedan under Den fransk-preussiske krig lider de franske tropper nederlag og Napoleon 3. tages til fange
- 4. september - Kejser Napoleon 3. af Frankrig afsættes og Den tredje franske republik udråbes
- 20. september - Pave Pius IX betegner sig i en tale som "fangen i Vatikanet", efter at italienske tropper er marcheret ind i Rom og har gjort ende på pavens verdslige magt.

### Oktober
- 2. oktober - Rom bliver hovedstad i det nydannede Italien
- 7. oktober -  under Den fransk-preussiske krig undslipper den franske politiker Léon Gambetta den tyske belejring af Paris, da han forlader byen med en varmluftsballon
- 30. oktober – Partiet Venstre grundlægges

### November
- 2. november - Vestre Kirkegård i København bliver indviet.
- 2. november – Københavns zoologiske museum i Krystalgade indvies. Det ligger på denne adresse til 1970.

## Født
- 8. januar – Miguel Primo de Rivera, spansk diktator (død 1930).
- 5. marts – Rosa Luxemburg, polsk-tysk filosof og revolutionær (død 1919).
- 22. april – Vladimir Lenin, russisk politiker og forfatter (død 1924).
- 29. april – V.H. Meyer, dansk apoteker og grundlægger (død 1942).
- 30. april – Franz Lehár, østrigsk komponist (død 1948).
- 26. september – Christian 10., dansk konge (død 1947).
- 27. november – Chaim Weizmann, kemiker og Israels første præsident (død 1952).

## Dødsfald
- 9. juni – Charles Dickens, engelsk forfatter (født 1812).
- 9. september - Louise Lehzen, tysk baronesse (født 1784).
- 23. september – Prosper Mérimée, fransk forfatter (født 1803).
- 12. oktober – Robert E. Lee, amerikansk sydstatsgeneral (født 1807).
- 5. december – Alexandre Dumas, den ældre, fransk forfatter (født 1802).

## Sport
- 5. marts – Den første uofficielle fodboldlandskamp mellem England og Skotland

## Musik
- Richard Wagner: Valkyrien (uropførelse 26. juni i München)

## Bøger
- Leopold von Sacher-Masoch: Venus i pels
- S.A.E. Hagen og Serine Hagens samling Børnenes Musik med knapt 150 børnesange.